# Andrés Segovia Hernández
Andrés Leonardo Segovia Hernández (Punta Arenas, Chile, 27 de julio de 1997) es un futbolista chileno. Se desempeña como lateral izquierdo.

## Trayectoria
Nacido en Punta Arenas, donde comenzaría a jugar de manera amateur por los clubes locales de Sokol, Cosal y Soocer, hasta los 12 años cuando se trasladó a Santiago para formar parte de las divisiones inferiores de Universidad de Chile, luego de captar la atención del cuadro azul en un torneo defendiendo a la selección de Punta Arenas.
En 2016 llega a Deportes Santa Cruz de la Segunda División Profesional, debutando esa misma temporada bajo la dirección técnica de Gustavo Huerta. Formó parte del plantel campeón de la división en la temporada 2016-17.
En febrero de 2020, fue anunciado como nuevo jugador de Fernández Vial de la Segunda División, donde a fin de temporada se coronaría como campeón. En febrero de 2021 firma por Deportes Melipilla.
Tras dos temporadas en el Potro Solitario, 17 de enero de 2022 es anunciada su contratación por Unión Española de la Primera División.

## Estadísticas
| Club                        | Div.       | Temporada  | Liga  | Liga  | Copas nacionales | Copas nacionales | Torneos internacionales | Torneos internacionales | Total | Total |
| Club                        | Div.       | Temporada  | Part. | Goles | Part.            | Goles            | Part.                   | Goles                   | Part. | Goles |
| --------------------------- | ---------- | ---------- | ----- | ----- | ---------------- | ---------------- | ----------------------- | ----------------------- | ----- | ----- |
| Deportes Santa Cruz · Chile | 3.ª        | 2016-17    | 21    | 0     | —                | —                | —                       | —                       | 21    | 0     |
| Deportes Santa Cruz · Chile | 3.ª        | 2017       | 15    | 1     | —                | —                | —                       | —                       | 15    | 1     |
| Deportes Santa Cruz · Chile | 3.ª        | 2018       | 16    | 2     | 2                | 0                | —                       | —                       | 18    | 2     |
| Deportes Santa Cruz · Chile | 3.ª        | 2019       | 9     | 1     | 3                | 0                | —                       | —                       | 12    | 1     |
| Deportes Santa Cruz · Chile | Total club | Total club | 61    | 4     | 5                | 0                | 0                       | 0                       | 66    | 4     |
| Fernández Vial · Chile      | 3.ª        | 2020       | 19    | 2     | —                | —                | —                       | —                       | 19    | 2     |
| Fernández Vial · Chile      | Total club | Total club | 19    | 2     | 0                | 0                | 0                       | 0                       | 19    | 2     |
| Deportes Melipilla · Chile  | 1.ª        | 2021       | 12    | 1     | 1                | 0                | —                       | —                       | 13    | 1     |
| Deportes Melipilla · Chile  | 2.ª        | 2022       | 13    | 0     | —                | —                | —                       | —                       | 13    | 0     |
| Deportes Melipilla · Chile  | Total club | Total club | 25    | 1     | 1                | 0                | 0                       | 0                       | 26    | 1     |
| Unión Española · Chile      | 1ª         | 2023       | 2     | 0     | —                | —                | —                       | —                       | 2     | 0     |
| Unión Española · Chile      | Total club | Total club | 2     | 0     | 0                | 0                | 0                       | 0                       | 2     | 0     |
| Total club                  | Total club | Total club | 107   | 7     | 6                | 0                | 0                       | 0                       | 113   | 7     |
| 1. 2.                       |            |            |       |       |                  |                  |                         |                         |       |       |

## Palmarés

### Campeonatos nacionales
| Título           | Club                | País  | Año     |
| ---------------- | ------------------- | ----- | ------- |
| Segunda División | Deportes Santa Cruz | Chile | 2016-17 |
| Segunda División | Fernández Vial      | Chile | 2020    |